# Беркли, Джордж Кренфилд
Сэр Джордж Крэнфилд Беркли (англ. Sir George Cranfield Berkeley, 10 августа 1753 — 25 февраля 1818, Лондон) – британский адмирал

## Биография

### Детство
Джордж родился в семье подполковника Огастеса Беркли (англ. Augustus Berkeley, 4th Earl of Berkeley) (1715-1755) и его супруги Элизабет Дрекс (англ. Elisabeth Drax) (1720-1792), образование он получил в Итонском колледже.

### Начало службы
В 1766 году Джордж поступил на морскую службу с назначением на королевскую яхту «Мэри» под командой капитана Кеппеля, и сопровождал принцессу Каролину Матильду в Данию, где 8 ноября того же года исполнял обязанности пажа на её свадьбе с Христианом VII в Копенгагене.
В 1767 году Беркли был назначен в эскадру под командованием адмирала Паллисера (англ. Hugh Palliser) на Ньюфаундлендской станции, где в течение двух лет служил на борту 50-пушечного корабля «Гернси» (англ. HMS Guernsey), изучая морское дело и навигацию, а в 1769 году был назначен на 32-пушечный фрегат «Аларм» (англ. HMS Alarm) под командованием капитана Джона Джервиса в Средиземном море.

### Война за независимость США
В 1772 году Беркли был произведен в чин лейтенанта и участвовал в Американской войне на борту 100-пушечного корабля HMS Victory, 27 июля 1778 года отличился в сражении при Уэссан.
В том же году Беркли получил под командование 8-пушечный куттер «Плуто» (англ. HMS Pluto), а в 1779 году — 8-пушечный куттер «Файрбрэнд» (англ. HMS Firebrand).
В 1780 году он был назначен на 14-пушечный бриг «Фэйри» (англ. HMS Fairy) под командованием капитана Джорджа Кеппеля (англ. George Keppel) и отличился при захвате американского брига «Меркурий» (англ.  Mercury).
За отличие Беркли был произведён в чин капитана и участвовал в осаде Гибралтара и в боевых операциях против американцев в районе Ньюфаундленда. В 1781 году Беркли был назначен командиром фрегата «Рикавери» (англ. HMS Recovery) в составе флота под командованием адмирала сэра Сэмуэля Баррингтона и 12 декабря того же года отличился во втором сражении при Уэссане, после чего был назначен командиром захваченного у французов линейного корабля «Пегас» (англ. HMS Pegase).
В апреле 1783 года достопочтенный Джордж Беркли был избран членом Парламента от Глостершира. В 1786 году был назначен командиром 74-пушечного корабля HMS Magnificent, а в 1789 году — генеральным инспектором боеприпасов (англ. Surveyor-General of the Ordnance).

### Революционные войны
С началом войны против Франции в 1793 году Беркли получил в командование 74-пушечный корабль HMS Marlborough, командуя которым участвовал в Атлантической кампании 1794 года и отличился в сражении  Славного первого июня, где был тяжело ранен в голову и бедро. В 1795 году, после излечения ран, Беркли возвратился к активной службе и был назначен капитаном 90-пушечного корабля HMS Formidable, командуя которым участвовал в блокаде Бреста и Кадиса, в крейсерстве у берегов Ирландии и у Текселя.
В феврале 1799 года Беркли был произведен в чин контр-адмирала синей эскадры и был назначен во Флот Канала, но не сумел приступить к службе вследствие обострения подагры и в 1800 году был отправлен на берег на половинное жалование.

### Наполеоновские войны
После заключения Амьенского мира Беркли был назначен инспектором прибрежной обороны Великобритании, а 5 ноября 1805 года был произведен в чин вице-адмирала белой эскадры, и в следующем году назначен командующим Северноамериканской станцией, где в начале 1807 года, в ответ на приём английских дезертиров в американский флот санкционировал нападение британского 50-пушечного корабля HMS Leopard на американский 38-пушечный фрегат USS Chesapeake, что ускорило начало войны с Соединёнными Штатами. Этим он поставил британское правительство в неловкое положение, и потому был снят с командования.
В 1808 году Беркли был переведён в Лиссабон, где занимался организацией поставок для регулярной армии генерала Веллингтона, и переоснащением остатков испанского флота для оказания помощи партизанам на всём побережье Португалии и Северной Испании. За отличие, Беркли был произведен в чин адмирала и назначен верховным лорд-адмиралом португальского флота.
В 1810 году он сформировал из моряков береговую охрану испанского и португальского побережья, организовал флотилии речных канонерских лодок для действий против французов на крупных реках, например Тахо. В 1812 году по состоянию здоровья вышел в отставку и возвратился в Англию на борту 90-пушечного корабля HMS Barfleur.

### Семья
23 августа 1784 года достопочтенный Джордж Беркли женился на Эмилии Шарлотте Леннокс (англ.  Emilia Charlotte Lennox), от которой имел пятерых детей:
- Луиза Эмили Анна (англ. Louisa Emily Anne Berkeley);
- Чарльз (англ. Grenville Charles Lennox Berkeley);
- Джордж Генри Фредерик (англ. Sir George Henry Frederick Berkeley) (1785-1857);
- Джорджиана Мэри (англ. Georgiana Mary Berkeley) (1791-1878);
- Мэри Каролина (англ. Mary Caroline Berkeley) (1795-1873).